# Етел Смит (атлетичарка)
Етел Меј Смит (енгл. Ethel May Smith; Торонто, 5. јул 1907 — Торонто, 31. децембар 1979) била је канадска атлетичарка, чија је специјалност била трка на 100 метара.
Етел Смит је рођена, у Торонту, у сиромашној породици и због сиромаштва је морала напустити школу после осмог разреда и запослити се иако је имала тек 14 година. После посла бавила се спортом. Године 1924. победила је у крос трци, за жене, одржаној под покровитељством месног бизнисмена и то јој је помогло да започне каријеру у атлетици. Победила је на канадском првенству 1927. у трци на 220 јарди.
Била је члан канадске делегације на Олимпијским играма 1928. у Амстердаму. Такмичила се у дисциплинама трчања на 100 м и штафети 4 х 100 метара. На 100 метара била је трећа. Штафета у саставу Фани Розенфилд, Етел Смит, Џејн Бел и Мертл Кук освојила је златну медаљу, а постигнутим резултатом 48,4 поставила је светски рекорд.
Годину дана касније победом на Првенству Онтарија у трци на 60 јарди завршила је своју спортску каријеру.